# Nikolsdorfer Straße
Die Nikolsdorfer Straße (L 27) ist eine 6,91 Kilometer lange Landesstraße in Tirol, Bezirk Lienz. Sie bindet die Gemeinde Nikolsdorf an die Drautalstraße (B 100) im Drautal an. 
Die Nikolsdorfer Straße nimmt ihren Anfang östlich des Ortsteils Görtschach der Gemeinde Dölsach an der Gemeindegrenze zwischen Dölsach und Nikolsdorf. Sie verläuft in der Folge am nördlichen Rand des Flugplatzes Lienz-Nikolsdorf vorbei und durchquert in kurzer Folge die Nikolsdorfer Fraktionen Lengberg, Nikolsdorf und Nörsach, bevor sie kurz nach der Landesgrenze zu Kärnten am Kärntner Tor als L 14a die Drautal Straße erreicht.